# Walter Brom
Walter Henryk Brom (14. ledna 1921 – 18. června 1968) byl polský fotbalový brankář. Brom, který hrál za Ruch Chorzów, byl rezervním hráčem polského týmu na Mistrovství světa ve fotbale 1938. Byl (a dodnes je) nejmladším brankářem, který se kdy objevil na Mistrovství světa ve fotbale. Na začátku června 1938, kdy se turnaj konal, mu bylo pouhých 17 let a 4 měsíce.
Brom nehrál v legendárním zápase Polsko - Brazílie, který skončil 5:6 (5. června 1938, Štrasburk, Francie). Celý zápas strávil na lavičce - polskou branku hlídal Edward Madejski. Je jedním z mála hráčů, kteří pokračovali ve své kariéře i po druhé světové válce. A co víc - teprve v roce 1948 debutoval Brom v polské fotbalové reprezentaci.
Během druhé světové války byl Brom nucen vstoupit do Wehrmachtu.